# Fragile (宇都宮隆のアルバム)
『fragile』（フラジャイル）は、1998年4月29日にEpic/Sony Recordsからリリースされた宇都宮隆の4枚目のオリジナル・アルバム。

## 解説
『easy attraction』から2年ぶりのアルバム。
先行シングル2曲を収録しているが、「見えない灼熱」はアルバムバージョンである。
本作は作曲陣に、新たにNOBODYを迎え入れている。6曲を手掛ける。
外装ラベルに「2ndアルバム」となっているが、これは宇都宮隆名義だけのカウントで「T.UTU」名義を含めると実質的には4thアルバムとなる。
TM NETWORK/TMNで活動していた時期を含め、Epic/Sonyからのリリースは本作で最後となった。

## ディスクジャケット
初回生産分のみカラーケース＆オリジナルステッカー付の特別仕様のジャケットとなっている。ジャケットはステッカータイプとなっており、購入後に所有者がラベルを剥がした後、そのステッカーのジャケットをケースに貼り付ける形となっている。

## 再発盤
2013年9月11日、ソニー・ミュージックダイレクトよりBlu-spec CD2仕様で再発された。

## 収録曲
| #         | タイトル                          | 作詞      | 作曲      | 編曲               | 時間  |
| --------- | --------------------------------- | --------- | --------- | ------------------ | ----- |
| 1.        | 「ONE NIGHT STAND」               | 牧穂エミ  | NOBODY    | NOBODY             | 4:24  |
| 2.        | 「Howling」                       | 牧穂エミ  | NOBODY    | NOBODY             | 3:48  |
| 3.        | 「Blue Pain」                     | 牧穂エミ  | NOBODY    | NOBODY             | 3:52  |
| 4.        | 「PERFECT LOVE」                  | 山本成美  | NOBODY    | NOBODY             | 4:58  |
| 5.        | 「見えない灼熱 〜Samantha Mix〜」 | 牧穂エミ  | 大槻啓之  | 大槻啓之           | 4:54  |
| 6.        | 「Fascinate you」                 | 牧穂エミ  | NOBODY    | NOBODY             | 4:05  |
| 7.        | 「JUST A BOY」                    | 竜真知子  | NOBODY    | NOBODY             | 3:44  |
| 8.        | 「WAKE UP」                       | 牧穂エミ  | 大槻啓之  | 大槻啓之           | 5:04  |
| 9.        | 「Precious」                      | 牧穂エミ  | 朝井泰生  | 福田裕彦、朝井泰生 | 4:49  |
| 10.       | 「fragile」                       | 山本成美  | BULGE     | ホッピー神山       | 6:35  |
| 合計時間: | 合計時間:                         | 合計時間: | 合計時間: | 合計時間:          | 46:13 |

## クレジット

### レコーディング・メンバー
ONE NIGHT STAND
- NOBODY: All Instrumentals Performed, Chorus
- ふじおかひろし: Drums

Howling
- NOBODY: All Instrumentals Performed, Chorus
- ふじおかひろし: Drums

Blue Pain
- NOBODY: All Instrumentals Performed, Chorus
- ふじおかひろし: Drums

PERFECT LOVE
- NOBODY: All Instrumentals Performed, Chorus
- ふじおかひろし: Drums

見えない灼熱
- 大槻啓之: All Instrumentals Performed, Chorus
- 友成好宏: Additional Keyboard
- 河村智康: Drums
- Misumi: Chorus
- 橋本仁: Chorus

Fascinate you
- NOBODY: All Instrumentals Performed, Chorus
- ふじおかひろし: Drums

JUST A BOY
- NOBODY: All Instrumentals Performed, Chorus
- ふじおかひろし: Drums

WAKE UP
- 大槻啓之: All Instrumentals Performed, Chorus
- 安部潤: Additional Keyboard
- 山田亘: Drums
- Misumi: Chorus
- はやかわのりこ: Chorus

Precious
- 朝井泰生: Guitar
- 佐橋佳幸: Acoustic Guitar
- 岡沢茂: Bass
- 福田裕彦: Keyboard
- 山田亘: Drums
- 牧穂エミ: Chorus
- 金原千恵子ストリングス: Strings

fragile
- 吉田光: Guitar
- KEN: Guitar
- 山本英美: Acoustic Guitar
- 横山英規: Bass
- ホッピー神山: All Keyboards Performed
- GARDEN: Chorus
- 向山テツ: Drums
- 斎藤ネコグループ: Strings

### スタッフ
- Sound Produced & Recorded: NOBODY (#1-4,#6-7)
- Mixed: 井口進 (#1-4,#6-7)
- Mixed: Greg Digesu (#5,#8,#9-10)
- Mastered: 田中三一
- Vocal Recorded, Directed: 伊東俊郎
- Recorded: 天童淳 (#5,#8), 山崎淳一 (#9), てらだじん (#10)
- A&R: 井上哲生, 太田敬一郎
- Art Director: しみずまさみ
- Photographer: 石坂直樹
- Executive Producer: 小坂洋二